# German Open 1977
Die German Open 1977 im Badminton fanden vom 4. bis zum 6. März in Mülheim an der Ruhr statt.  Es war die 22. Austragung der internationalen Titelkämpfe von Deutschland im Badminton.	

## Sieger und Platzierte
| Disziplin    | Gold                          | Silber                      | Bronze                             |
| ------------ | ----------------------------- | --------------------------- | ---------------------------------- |
| Herreneinzel | Sture Johnsson                | Derek Talbot                | Michael Schnaase                   |
| Herreneinzel | Sture Johnsson                | Derek Talbot                | Morten Frost                       |
| Dameneinzel  | Margaret Lockwood             | Brigitte Steden             | Joke van Beusekom                  |
| Dameneinzel  | Margaret Lockwood             | Brigitte Steden             | Marjan Ridder                      |
| Herrendoppel | Bengt Fröman Thomas Kihlström | Steen Skovgaard Gert Hansen | David Eddy Eddy Sutton             |
| Herrendoppel | Bengt Fröman Thomas Kihlström | Steen Skovgaard Gert Hansen | Stefan Karlsson Claes Nordin       |
| Damendoppel  | Barbara Giles Jane Webster    | Inge Borgstrøm Pia Nielsen  | Margaret Lockwood Anette Börjesson |
| Damendoppel  | Barbara Giles Jane Webster    | Inge Borgstrøm Pia Nielsen  | Joke van Beusekom Marjan Ridder    |
| Mixed        | David Eddy Barbara Giles      | Rob Ridder Marjan Ridder    | Eddy Sutton Jane Webster           |
| Mixed        | David Eddy Barbara Giles      | Rob Ridder Marjan Ridder    | Roland Maywald Brigitte Steden     |

## Finalresultate
| Disziplin    | Sieger                        | Finalist                    | Ergebnis            |
| ------------ | ----------------------------- | --------------------------- | ------------------- |
| Herreneinzel | Sture Johnsson                | Derek Talbot                | 12–15, 18–15, 15–7  |
| Dameneinzel  | Margaret Lockwood             | Brigitte Steden             | 11–7, 11–3          |
| Herrendoppel | Bengt Fröman Thomas Kihlström | Steen Skovgaard Gert Hansen | 15–12, 15–9         |
| Damendoppel  | Barbara Giles Jane Webster    | Inge Borgstrøm Pia Nielsen  | 15–10, 15–11        |
| Mixed        | David Eddy Barbara Giles      | Rob Ridder Marjan Ridder    | 15–11, 12–15, 15–10 |